# 司馬邃
司馬邃（？—？），河内郡温县（今河南省焦作市温县）人，曹魏中郎司马进曾孙，西晋譙定王司馬隨之子。

## 生平
司马随去世后，司马邃继立为谯王。司马邃之后被石勒俘获，晋元帝司马睿以司马邃的叔叔司馬承作为司马逊的嗣子，继立为谯王。